# Авго (Македония)
Вижте пояснителната страница за други значения на Авго.
Авго (на гръцки: Αυγό) е планина в Гърция, част от Пинд, на границата между Гревенско и Янинско.

## Описание
Планината е част от планинската верига на Северен Пинд. Простира се между планинските масиви Василица на север, от която се отделя от проход на 1530 m южно-югозападно от село Периволи (1260 m) и Мавровуни на юг, от която я отделя долината Валия Калда (1360 m) и река Аркуда или Аркудорема, който се влива в река Аоос на запад. От масива Пиростия на изток е разделена от прохода Ставрос или Салатура Ставру (1640 m) и река Лумница.
Някои източници погрешно включват Авго в състава на планината Лигос заедно с масивите на Мавровуни, Милия и Зигос. Лигос е исторически топоним с неустановено положение, споменаван от Херодот, Тукидид и Страбон в контекста на древна Линкестида, но тя е разположена северно от района на Мецово. Географите на 18-и и 19-и век споменават Лигос на мястото на днешните Тимфи и Смолика.
Скалите ѝ са офиолити и флиш.
Планината е част от националния парк „Пинд“ от 1966 година, както и от Националния парк „Северен Пинд“ от 2003 година. Обрасла е с черни борове, букове, горски борове, чемшири и други видове. Част е от мрежата от защитени територии Натура 2000 (1310002 & 1310003) и е обявена за орнитологично важно място (068).
| Име                            | Име                         | Височина        | Местоположение |
| ------------------------------ | --------------------------- | --------------- | -------------- |
| Авго                           | Αυγό                        | 2177 m          |                |
| Зьога, Зога                    | Ζιώγα, Ζώγα                 | 1906 m          |                |
| Клефти Рахи, Клефтес           | Κλέφτη Ράχη, Κλέφτες        | 1880 m          |                |
| Кондоро                        | Κόντορο                     | 1440 m          |                |
| Кармали                        | Κορμαλή                     | 1882 m          |                |
| Куроблия, Коромилия            | Κουρομπλιά, Κορομηλιά       | 1705 m          |                |
| Охиро Зяка, Табури Зяка, Табур |                             | 1540 m          |                |
| Панделука                      | Παντελούκα                  | 2098 m          |                |
| Рунга Рахи, Ронка              | Ρούγγα Ράχη, Ρόγκα          | 1440 m - 1187 m |                |
| Скамни                         | Σκάμνη                      | 1517 m          |                |
| Ставрос                        | Σταυρός                     | 1737 m          |                |
| Теменос                        | Τέμενος                     | 2000 m - 1860 m |                |
| Тока                           | Τόκα                        | 1878 m          |                |
| Цума Кокини, Панде Спини       | Τσούμα Κοκκίνη, Πάντε Σπίνι | 1418 m          |                |
| Фанко                          | Φάγκο                       | 1589 m          |                |

Изкачването до върха може да се извърши от шийката Ставрос или Салатура Ставру (1640 m) за приблизително 2,30 часа или от село Вовуса (1000 m) за около 3,30 часа. Европейска пътека за дълги разстояния E6, идваща от Мавровуни и Валия Калда, продължава за Вовуса, Дистрато (Бряза), Самарина, Жужел (Зузули). От Валия Калда отклонение на пътеката тръгва към Периволи, Авдела, заслона Василица, Самарина, Жужел.